# Leinertbrücke

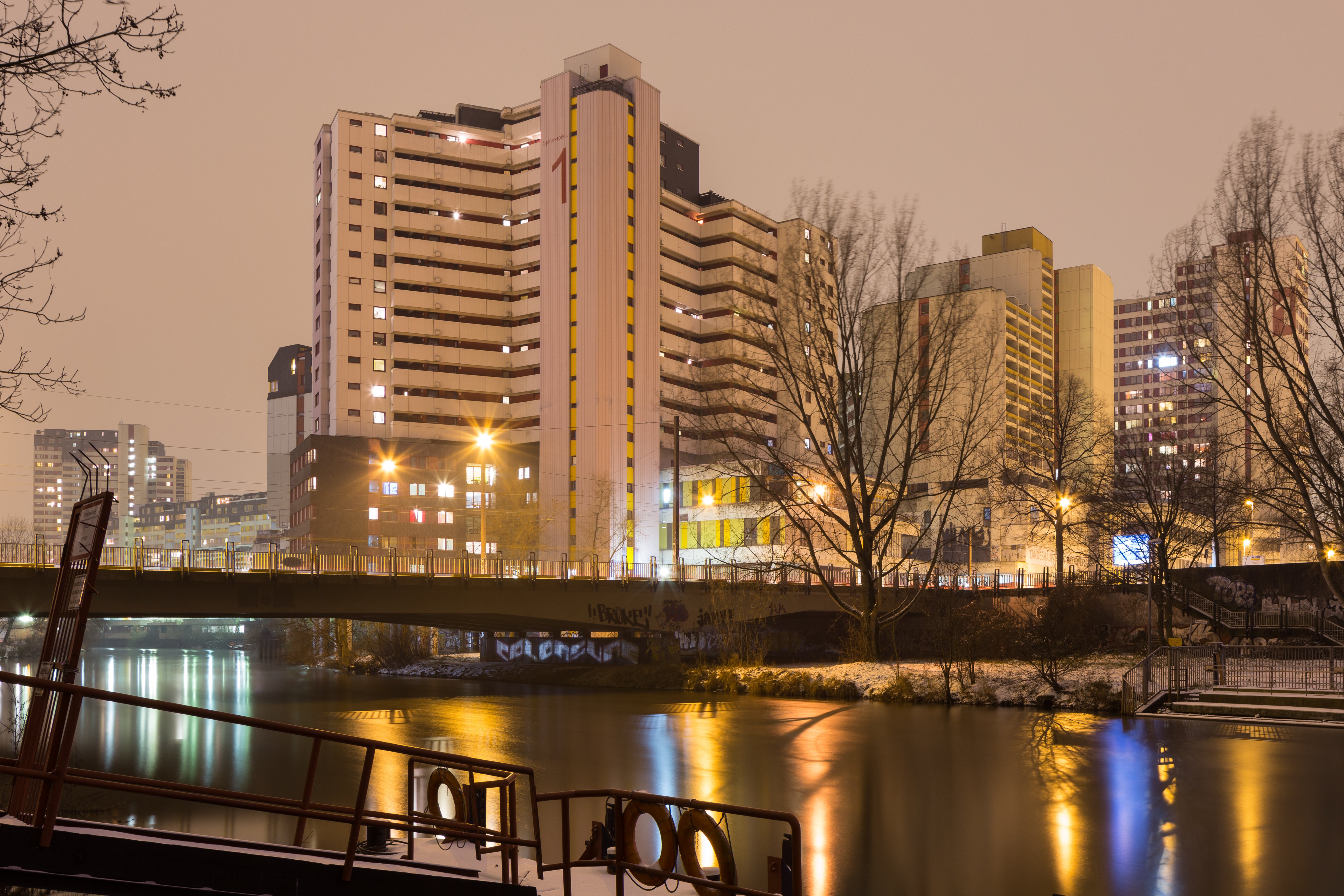
Die Leinertbrücke über die Ihme vor den Gebäuden der Spinnereistraße des Ihmezentrums, im Vordergrund der Schiffsanleger am Emma-Frede-Weg

Die Leinertbrücke ist eine Straßen- und Stadtbahnbrücke über die Ihme in Hannover. Sie verbindet die Stadtteile Calenberger Neustadt, Linden-Mitte und Linden-Nord. Die Geschichte der Brücke in der Verlängerung der Königsworther Straße und im Zuge der Spinnereistraße geht auf den im 19. Jahrhundert errichteten zweitältesten Verkehrsweg zwischen Hannover und Linden zurück.

## Geschichte

### Erste Brücke (1890)

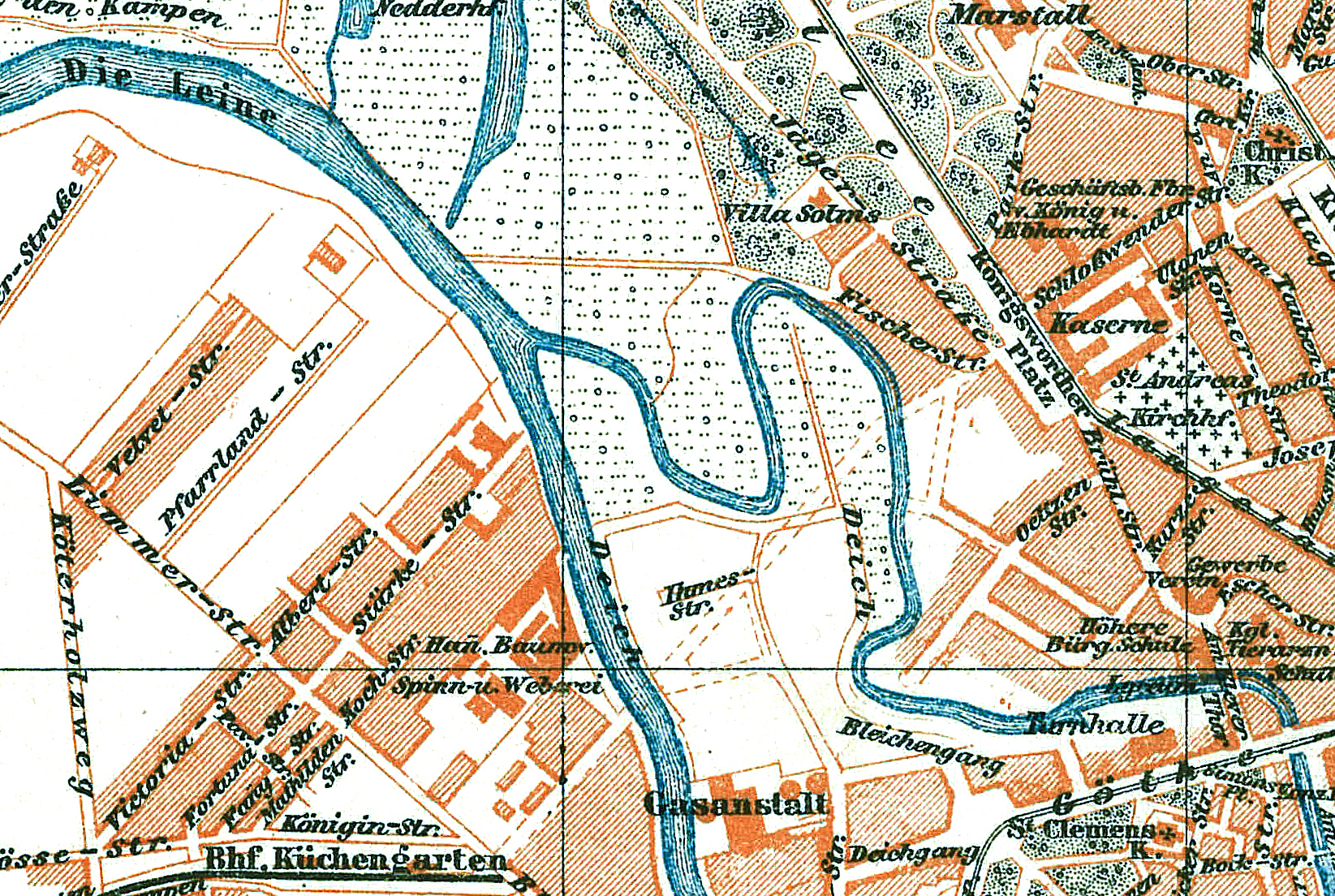
Im hannoverschen Stadtplan von 1888 vorgezeichnete Verkehrsverbindung zwischen Königsworther Platz (rechts oben) und dem Güterbahnhof am Küchengarten (links unten)

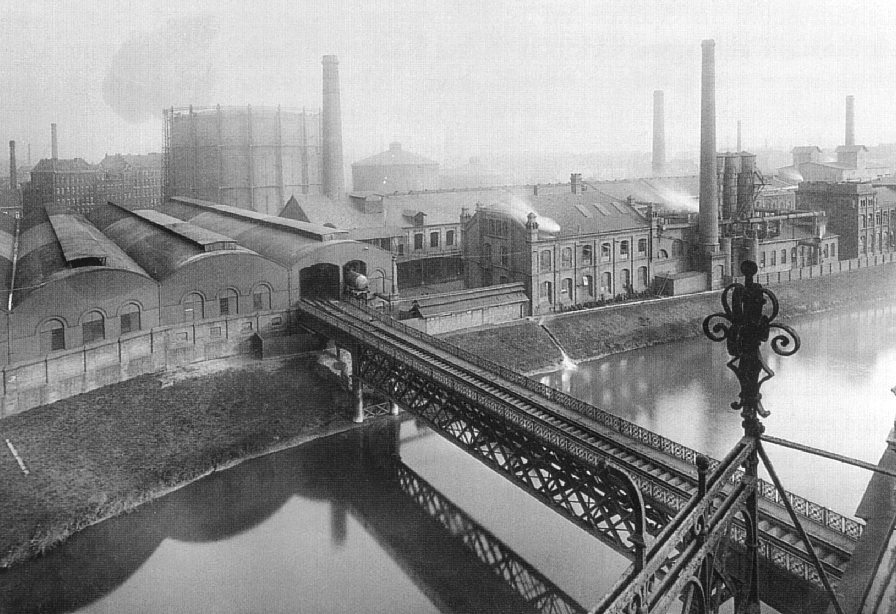
Parallel zur Glockseebrücke verlief vom Küchengarten zur Glocksee eine Eisenbahnbrücke für den Kohlentransport zum Gaswerk der Imperial Continental Gas Association, den späteren Stadtwerken Hannover

Nachdem jahrhundertelang zwischen Hannover und Linden lediglich die Ihmebrücke am Schwarzen Bären die einzige Überbrückung über die Ihme darstellte, wurde im Zuge der Industrialisierung und der Stadterweiterung Hannovers in der Gründerzeit mit der seinerzeit selbständigen Industriestadt Linden ab 1888 und 1889 bis 1890 die Glockseebrücke (nach der nahen Siedlung Glocksee) erbaut. Sie entstand damit zur selben Zeit wie die 1889 vom Königsworther Platz aus angelegte Lindener Straße, die ab 1905 dann in Königsworther Straße umbenannt wurde.
Die Glockseebrücke wurde später auch Spinnereibrücke genannt, da sie sich in die ebenfalls 1889 angelegte Spinnereistraße verlängerte, an der die Hannoversche Baumwollspinnerei und -weberei lag.
Nachdem sich bereits während der Weimarer Republik die ersten Nationalsozialisten formierten und die SA einen Marsch nach Linden angekündigt hatte, blockierten Widerständler aus der traditionell sozialdemokratischen Arbeiter-Hochburg Linden zumindest zeitweilig beide Ihmebrücken.

### Zweite Brücke (1963)

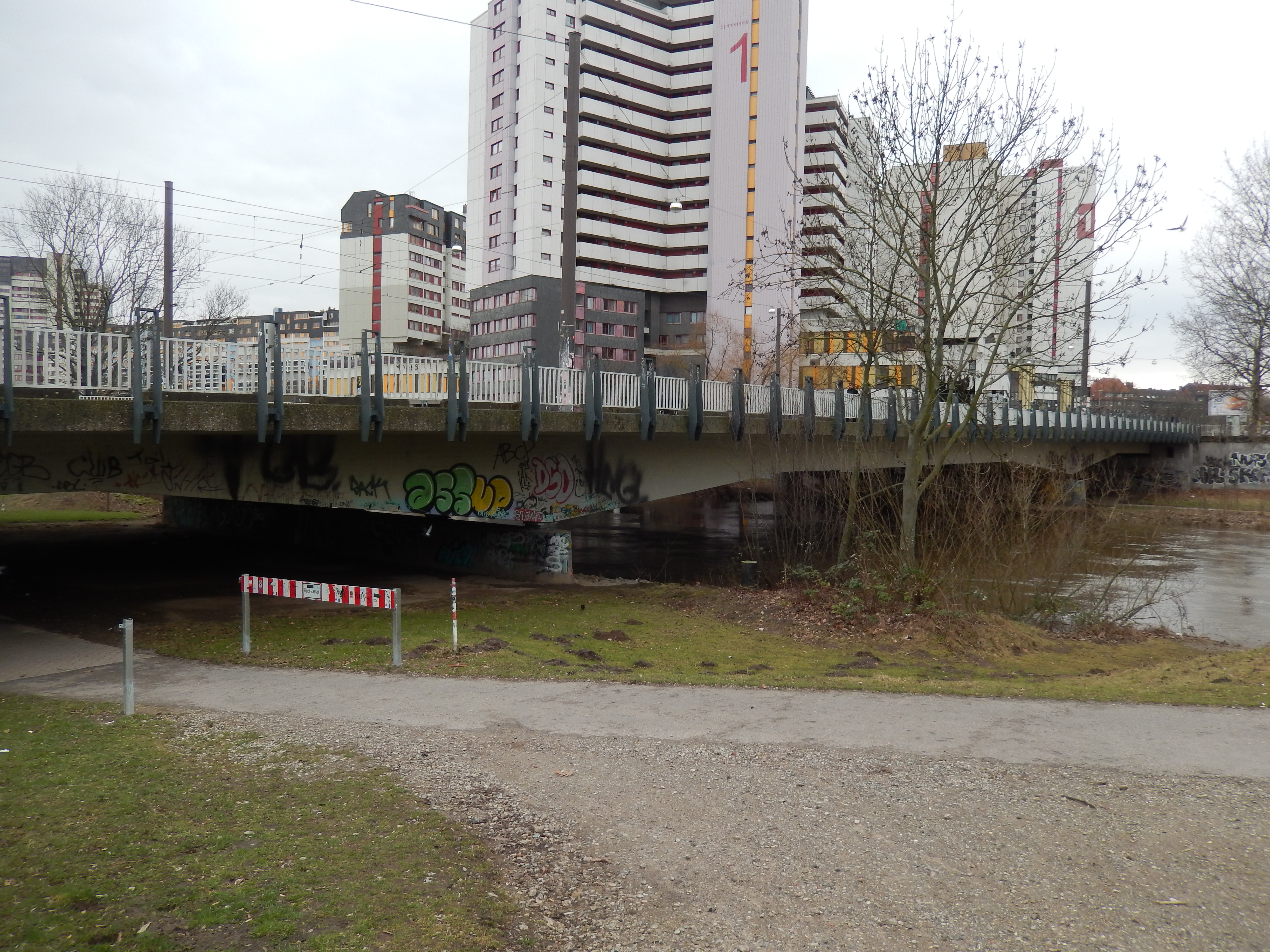
Die heutige Brücke vor dem Ihme-Zentrum

Im Juni 1962 wurde anstelle der Spinnereibrücke mit dem Bau einer neuen Brücke begonnen, da die alte den zunehmenden Verkehr durch Automobile nicht mehr genügte und auch nicht in das damalige Konzept der autogerechten Stadt passte. Beim Entwurf des Neubaus wurde nach den Erfahrungen der Hochwasserkatastrophe von 1946 bereits der geplante Hochwasserschutz beiderseits der Ihme berücksichtigt. Zugleich wurde die neue Brücke um drei Fahrstreifen breiter als die alte Spinnereibrücke angelegt. Es handelt sich um eine dreifeldrige Spannbetonbrücke mit einer Gesamtlänge von 107,20 m, wobei das mittlere Feld eine Spannweite von 54 m hat. Die Breite beträgt 31,14 m. Die Stadtbahn Hannover erhielt separate Gleise.
Nach der Fertigstellung erhielt die neue Ihmebrücke im Jahr 1963 ihren heutigen Namen nach dem verstorbenen hannoverschen Oberbürgermeister Robert Leinert (1873–1940), der „[...] wesentlichen Anteil“ an der zum 1. Januar 1920 auch politisch vollzogenen Vereinigung der beiden Städte Hannover und Linden hatte.

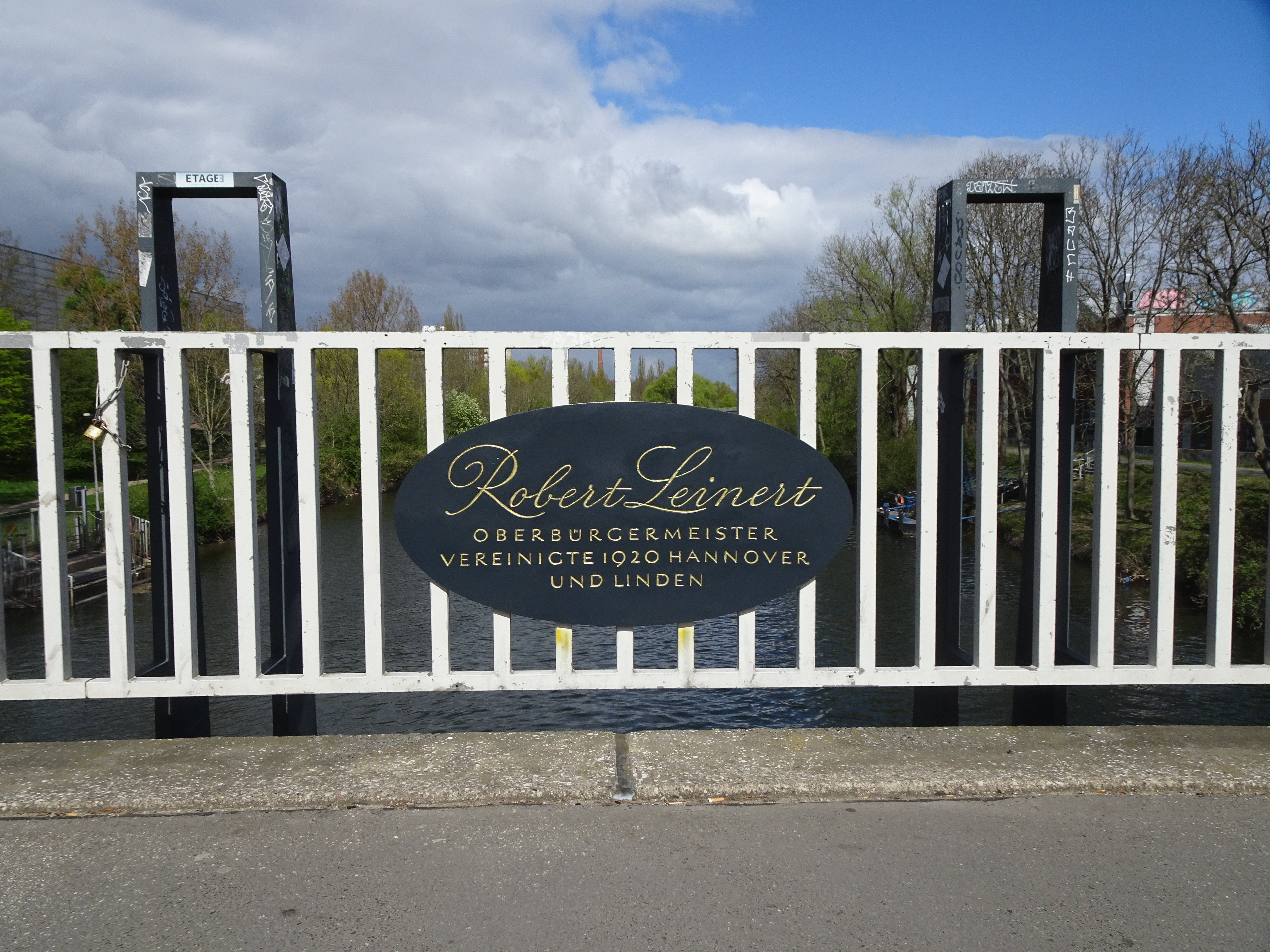
Schild auf der Leinertbrücke in Hannover

Im Jahr 2008 bemängelte der spätere Bürgermeister Thomas Hermann, dass sich viele Menschen kaum „[...] an den ersten demokratischen Oberbürgermeister Hannovers erinnern“ könnten. Er regte daher erläuternde „[...] Legendenschilder oder Informationstafeln“ auf der Leinertbrücke an.
Im März 2019 wurde bekannt, dass eine Sanierung der Brücke erfolgen soll.